# I concerti live @ RTSI (album Roberto Vecchioni)
I concerti live @ RTSI è un album che contiene la registrazione dal vivo del concerto di Vecchioni alla RSI - Radio Svizzera Italiana del 5 luglio 1984. Lo accompagna alla chitarra acustica Carlo Coccioli.

## Tracce
1. Samarcanda (3.41)
2. Luci a San Siro (3.50)
3. Dentro gli occhi (4.19)
4. Stranamore (4.07)
5. Canzone per Sergio (4.15)
6. A Te (3.25)
7. Vorrei (4.16)
8. Mi manchi (3.48)
9. Figlia (5.39)
10. Sestri Levante (4.36)
11. A.R. (3.37)
12. Carnival (4.06)